# Battōjutsu
Battōjutsu (jap. 抜刀術 ‚Schwertziehtechnik(en)‘), auch Iaijutsu (居合術) oder kurz Iai (居合), ist eine japanische Kampfkunst mit dem Katana. Der besondere Fokus liegt in kurzen Techniken direkt nach oder während des Ziehens aus der Scheide oder Saya.

## Abgrenzung zu anderen Kampfkünsten
Battōjutsu grenzt sich durch den Zusatz -jutsu vom Iaidō bzw. Battōdō ab. Im Gegensatz zu beiden betont -jutsu eher die praktischen Techniken als die geistigen und spirituellen Elemente. Dies kann aber in einzelnen Schulen anders ausfallen. Die Unterschiede von Battojutsu zu Kendō sind wesentlich größer als zu Iaido: Der Aufbau von Battojutsu ist nicht an sportliche Regeln gebunden; nur in einzelnen Teilaspekten werden, wenn überhaupt, Turniere oder sportliche Wettkämpfe abgehalten. Kenjutsu grenzt sich grob gesagt dadurch von Battōjutsu ab, dass die Techniken im Kenjutsu meistens mit der gezogenen Waffe beginnen, im Battōjutsu bereits mit dem Ziehen der Waffe.

## Geschichte
Der Begriff Iai-jutsu ist aus der Historie fast austauschbar mit Battojutsu. Die Ursprünge beider Kampfkünste gehen auf das 15. Jahrhundert in Japan zurück. Bereits zu der Zeit wurden in einigen Schulen offensive und defensive Schwertziehtechniken gelehrt und angewendet.
Einer Legende nach wurde das Iai-jutsu speziell von Hayashizaki Jinsuke im 17. Jahrhundert entwickelt, da dieser eine Möglichkeit suchte, seinen Vater zu rächen. Auf der Suche nach effektiven Techniken, einen Gegner auch bei einer offenen Begegnung mit noch nicht gezogenem Schwert zu überraschen, stellte er einige Techniken zusammen. Der Legende nach konnte er dadurch wirklich seinen Vater rächen.